# Souris de Macédoine
Mus macedonicus
Espèce
Statut de conservation UICN

 LC  : Préoccupation mineure
La Souris de Macédoine (Mus macedonicus ou Mus (Mus) macedonicus) est une espèce de rongeurs de la famille des Muridae.

## Distribution
Mus macedonicus occupe une région allant du sud des Balkans à la Géorgie et au Nord-ouest de l'Iran, et jusqu'à la Syrie, le Liban et Israël vers le sud.

## Liste des sous-espèces
Selon NCBI (5 mai 2010) :
- Mus macedonicus macedonicus Petrov & Ruzic, 1983
- Mus macedonicus spretoides Bonhomme, Catalan, Britton-Davidian, Chapman, Moriwaki, Nevo, and Thaler, 1984

## Publication originale
- Petrov & Ruzic, "1982" 1983 : Preliminary report on the taxonomic status of the members of the genus Mus in Yugoslavia with description of a new subspecies (Mus hortulanus macedonicus ssp.n., Rodentia, Mamm.). Proceedings of the 2nd Symposium on the Serbian Fauna, (SF’83), Beograd, p. 175-178.